# Формула-1 — Гран-прі Монако 2023
Гран-прі Монако 2023 року (офіційно — Formula 1 Grand Prix de Monaco 2023)  — автоперегони чемпіонату світу з Формули-1, які відбулися 28 травня 2023 року. Гонка була проведена на Міській трасі Монте-Карло у Монако. Це шостий етап чемпіонату світу і вісімдесяте Гран-прі Монако в історії.
Переможцем гонки став нідерландець Макс Ферстаппен (Ред Булл - RBPT). Друге місце посів Фернандо Алонсо (Астон Мартін - Мерседес), а на 3-му місці фінішував Естебан Окон (Альпін - Рено).
Чинним переможцем гонки був Серхіо Перес, який у сезоні 2022 виступав за команду Ред Булл.

## Розклад (UTC+2)
| Дата           | Подія           | Час           |
| -------------- | --------------- | ------------- |
| 26 травня 2023 | Вільний заїзд 1 | 14:30 — 15:30 |
| 26 травня 2023 | Вільний заїзд 2 | 18:00 — 19:00 |
| 27 травня 2023 | Вільний заїзд 3 | 13:30 — 14:30 |
| 27 травня 2023 | Кваліфікація    | 17:00 — 18:00 |
| 28 травня 2023 | Гонка           | 16:00 — 18:00 |
| Джерело:       |                 |               |

## Передісторія
Захід проходив у вихідні 26–28 травня 2023 року. Це був шостий етап Чемпіонату світу з автогонок у Формулі-1 2023 року після того, як раніше запланований Гран-прі Емілії-Романьї було скасовано через повені в регіоні.  
У зв’язку з цим команда «Mercedes» , модернізація якої очікувалася на гонку в Імолі, була змушена застосувати їх під час гонки в Монако. Автомобіль команди , який до вихідних все ще використовував конструкцію «нульової капсули», представленої в боліді попереднього року, був доставлений в Монако з модернізацією, у якій знову були введені бічні капсули.  Крім того, команди Alfa Romeo, Aston Martin і Alpine показали пакети оновлень на вихідні.

## Шини
Через дощ під час Гран-прі було дозволено використовувати 5 типів шин Pirelli: hard (C3), medium (C4) і soft (C5), intermediate та wet.
| Hard | Medium | Soft | Intermediate | Wet |
| ---- | ------ | ---- | ------------ | --- |

## Вільні заїзди
| Сесія | Лідер           | Конструктор     | Ш | Час      | Джерело |
| ----- | --------------- | --------------- | - | -------- | ------- |
| 1     | Карлос Сайнс    | Феррарі         | P | 1:13.372 | [ 9 ]   |
| 2     | Макс Ферстаппен | Ред Булл - RBPT | P | 1:12.462 | [ 10 ]  |
| 3     | Макс Ферстаппен | Ред Булл - RBPT | P | 1:12.776 | [ 11 ]  |

## Положення у чемпіонаті перед гонкою
| Місце   | Пілот               | Очки |
| ------- | ------------------- | ---- |
| 1       | Макс Ферстаппен     | 119  |
| 2       | Серхіо Перес        | 105  |
| 3       | Фернандо Алонсо     | 75   |
| 4       | Льюїс Гамільтон     | 56   |
| 5       | Карлос Сайнс (мол.) | 44   |
| Джерело |                     |      |

| Місце   | Конструктор             | Очки |
| ------- | ----------------------- | ---- |
| 1       | Ред Булл - RBPT         | 224  |
| 2       | Астон Мартін - Мерседес | 102  |
| 3       | Мерседес                | 96   |
| 4       | Феррарі                 | 78   |
| 5       | Макларен - Мерседес     | 14   |
| Джерело |                         |      |

## Кваліфікація

#### Коротко про кваліфікацію
Макс Ферстаппен встановив найшвидший час за всі три сесії. Під час першої сесії час Карлоса Сайнса на першому колі було анульовано через перевищення меж траси. Серхіо Перес закінчив спроби під час першої сесії через зіткнення боліда на куті Сент-Деві, з'явився червоний прапор. Через це він почне гонку на останній позиції. Це не перший випадок, коли Перес розбився у кваліфікації; він зробив це під час гонки в Монако попереднього року, а також в Мельбурні раніше в сезоні. Його товариш по команді Ферстаппен також мав легке зіткнення зі стіною, але про пошкодження боліда не повідомлялося. До кінця першої сесії не пройшли в другий сегмент Логан Сарджент, два Haas Кевіна Магнуссена і Ніко Хюлькенберга, Чжоу Гуаньюй і Перес.
Під час другої сесії Ландо Норріс виявив, що вдарився об стіну біля шикану «Tabac», завдавши незначних пошкоджень своєму боліду. Проте з раніше вставновленим часом Норріс все одно пройшов у перший сегмент кваліфікації; а ось його партнер по команді Оскар Піастрі - не потрапив. До нього приєдналися Нік де Вріс, Александр Албон, Ленс Стролл і Вальттері Боттас.
Під час третьої та останньої сесії Норріс виїде з гаражу пізніше після швидкого ремонту своєї машини, хоча він не зміг обігнати Юкі Цуноду. Сесія виявилася найжорсткішою у вихідні, оскільки Ферстаппен встановив найшвидше коло протягом заключних хвилин сесії. Незадовго до завершення сесії і до того, як Ферстаппен встановив свій поул-тайм, Фернандо Алонсо (на другому), Естебан Окон (на четвертому), і Шарль Леклерк (на третьому місці з коротким розслідуванням для перешкоджання Норрісу) все ж поставили найшвидше коло. Леклерк був незадоволений результатом, заявивши, що «багато боровся з машиною», в той час як Ферстаппен сказав, що «у кваліфікації потрібно робити все можливе і ризикувати всім цим». Тим часом Льюїс Гамільтон, П'єр Гаслі і Джордж Рассел становили відповідно шосту, сьому і восьму позицію. Це перша поул-позиція Ферстаппена в Гран-прі Монако. Застосовуючи штрафні санкції, це вже втретє, коли Окон досяг стартової позиції третьої після Гран-прі Італії 2017 року та Гран-прі Бельгії 2018 року. 
Леклера було посунуто на шосте місце після того, як стюарди розслідували його блокування боліда Норріса в Q3.

#### Результат
| Місце               | №  | Пілот            | Конструктор              | Частина 1 | Частина 2 | Частина 3 | Старт |
| ------------------- | -- | ---------------- | ------------------------ | --------- | --------- | --------- | ----- |
| 1                   | 1  | Макс Ферстаппен  | Ред Булл - Хонда RBPT    | 1:12.386  | 1:11.908  | 1:11.365  | 1     |
| 2                   | 14 | Фернандо Алонсо  | Астон Мартін - Мерседес  | 1:12.886  | 1:12.107  | 1:11.449  | 2     |
| 3                   | 16 | Шарль Леклер     | Феррарі                  | 1:12.912  | 1:12.103  | 1:11.471  | 61    |
| 4                   | 31 | Естебан Окон     | Альпін - Рено            | 1:12.967  | 1:12.248  | 1:11.553  | 3     |
| 5                   | 55 | Карлос Сайнс     | Феррарі                  | 1:12.717  | 1:12.210  | 1:11.630  | 4     |
| 6                   | 44 | Льюїс Гамільтон  | Мерседес                 | 1:12.872  | 1:12.156  | 1:11.725  | 5     |
| 7                   | 10 | П'єр Гаслі       | Альпін - Рено            | 1:13.033  | 1:12.169  | 1:11.933  | 7     |
| 8                   | 63 | Джордж Рассел    | Мерседес                 | 1:12.769  | 1:12.151  | 1:11.964  | 8     |
| 9                   | 22 | Юкі Цунода       | Альфа Таурі - Хонда RBPT | 1:12.642  | 1:12.249  | 1:12.082  | 9     |
| 10                  | 4  | Ландо Норріс     | Макларен - Мерседес      | 1:12.877  | 1:12.377  | 1:12.254  | 10    |
|                     |    |                  |                          |           |           |           |       |
| 11                  | 81 | Оскар Піастрі    | Макларен - Мерседес      | 1:13.006  | 1:12.395  |           | 11    |
| 12                  | 21 | Нік де Вріс      | Альфа Таурі - Хонда RBPT | 1:13.054  | 1:12.428  |           | 12    |
| 13                  | 23 | Александр Албон  | Вільямс - Мерседес       | 1:12.706  | 1:12.527  |           | 13    |
| 14                  | 18 | Ленс Стролл      | Астон Мартін - Мерседес  | 1:12.722  | 1:12.623  |           | 14    |
| 15                  | 77 | Вальттері Боттас | Альфа Ромео - Феррарі    | 1:13.038  | 1:12.625  |           | 15    |
|                     |    |                  |                          |           |           |           |       |
| 16                  | 2  | Логан Сарджент   | Вільямс - Мерседес       | 1:13.113  |           |           | 16    |
| 17                  | 20 | Кевін Магнуссен  | Хаас - Феррарі           | 1:13.270  |           |           | 17    |
| 18                  | 27 | Ніко Гюлькенберг | Хаас - Феррарі           | 1:13.279  |           |           | 18    |
| 19                  | 24 | Чжоу Гуаньюй     | Альфа Ромео - Феррарі    | 1:13.523  |           |           | 19    |
| 20                  | 11 | Серхіо Перес     | Ред Булл - Хонда RBPT    | 1:13.850  |           |           | 20    |
| 107% часу: 1:17.453 |    |                  |                          |           |           |           |       |
| Джерело:            |    |                  |                          |           |           |           |       |

Примітка
- ↑  – Шарль Леклер отримав штраф у три позиції за блокування Ландо Норріса під час 3 сегменту кваліфікації.[18]

## Гонка

#### Коротко про гонку
Під час кола для прогріва шин Джордж Рассел припустився помилки на старті; він не був покараний. Коли гонка розпочалася, Ніко Хюлькенберг мав контакт з болідом Логана Сарджанта, що дало пілоту Haas п’ять секунд штрафу. Серхіо Перес зробив ранній піт-стоп, щоб перейти на шини hard. На 14 колі Карлос Сайнс виїхав з шикани Nouvelle, його переднє крило торкнулося правого заднього антикрила Естебана Окона. Сайнс вирішив продовжити. Вальттері Боттас випередив Александра Албона. Його товариш по команді Сарджант слідував, спочатку на шинах hatd, а потім на sofy. На 30-му колі Льюїс Гамільтон перевзувся на свіжий hard і вийшов позаду Рассела.
На 20-му колі інженери Ferrari сказали Сайнсу заїхати на піт-стоп, щоб обігнати Окона, але потім йому сказали залишатися. Наказ було повторено через шість кіл, після чого Ferrari знову сказав йому залишитися. Зрештою Сайнс заїхав на піт-стоп на 33 колі за новими medium він опинився на сьомому місці та позаду Окона. Сайнс був розчарований стратегією, критикуючи її по командному радіо. Незабаром Перес виїхав на свіжих medium та новим переднім крилом, вийшовши останнім. Ленс Стролл повідомив про пошкодження під час 38 кола, вступивши в контакт з Кевіном Магнуссеном. Шарль Леклер перевзувся на medium та опустився на восьме місце; П'єру Гаслі не вдалося обігнати Леклера. Ландо Норріс перевзувся на hard і опустився на позицію нижче.
Під час гонки повідомлялося про загрозу дощу; Рассел повідомив про падіння до повороту 3. Першими двома пілотами, які перейшли на проміжні, були Стролл і Боттас; незабаром Чжоу Гуаньюй і Албон також це зробили. У той час як усі інші вибрали проміжні шини, Фернандо Алонсо вирішив використовувати medium; він перейшов на проміжні наступного кола, а Ferrari вирішили провести подвійний піт-стоп. Сайнс двічі розкрутився, але не зачепив бар'єри на високих швидкостях. Однак Стролл отримав пошкодження свого автомобіля через те, що його переднє крило застрягло під передніми колесами. Макс Ферстаппен торкнувся стіни в Portier, але врятував машину від виходу з ладу. Магнуссен повністю промок, оскільки почався дощ. Однак Магнуссен вилетів із пошкодженням переднього крила. Його механікам, не готовим до такої зміни, довелося готувати її на місці, подовжуючи його час у боксах. Тим часом Сарджент врізався в стіну. Магнуссен з’їжджав на першому повороті, а Стролл виїжджав на аварійну дорогу на п’ятому повороті; Рассел пішов слідом за Строллом, але його вдарив Перес. Тим часом Хюлькенбергу дали 10 секунд штрафу за неправильне виконання першого штрафу, Гаслі показали чорно-білий прапор за перевищення лімітів траси, Перес перевзувся на проміжні, а Юкі Цунода повідомив про проблеми з гальмами.
Порядок розташування в першій трійці не змінювався протягом усієї гонки. Перемога Ферстаппена стала його другою перемогою на Гран-прі Монако. Алонсо фінішував другим; його колишній товариш по команді Окон фінішував третім і став водієм дня; вперше французький гонщик піднявся на подіум у Монако після Олів’є Паніса в 1996 році, і його перший подіум після Гран-прі Угорщини 2021 року , який також став його першою перемогою. Хемілтон пройшов найшвидше коло. П'ять секунд штрафу було надано Расселу після небезпечного повторного приєднання, хоча це не вплинуло на його кінцеву позицію.   

#### Результат
| Місце                                                                        | №  | Пілот            | Конструктор              | Кола | Час/причина сходу | Старт | Очки |
| ---------------------------------------------------------------------------- | -- | ---------------- | ------------------------ | ---- | ----------------- | ----- | ---- |
| 1                                                                            | 1  | Макс Ферстаппен  | Ред Булл - Хонда RBPT    | 78   | 1:48:51.980       | 1     | 25   |
| 2                                                                            | 14 | Фернандо Алонсо  | Астон Мартін - Мерседес  | 78   | +27.921           | 2     | 18   |
| 3                                                                            | 31 | Естебан Окон     | Альпін - Рено            | 78   | +36.990           | 3     | 15   |
| 4                                                                            | 44 | Льюїс Гамільтон  | Мерседес                 | 78   | +39.062           | 5     | 131  |
| 5                                                                            | 63 | Джордж Рассел    | Мерседес                 | 78   | +56.2842          | 8     | 10   |
| 6                                                                            | 16 | Шарль Леклер     | Феррарі                  | 78   | +1:01.890         | 6     | 8    |
| 7                                                                            | 10 | П'єр Гаслі       | Альпін - Рено            | 78   | +1:02.362         | 7     | 6    |
| 8                                                                            | 55 | Карлос Сайнс     | Феррарі                  | 78   | +1:03.391         | 4     | 4    |
| 9                                                                            | 4  | Ландо Норріс     | Макларен - Мерседес      | 77   | +1 коло           | 10    | 2    |
| 10                                                                           | 81 | Оскар Піастрі    | Макларен - Мерседес      | 77   | +1 коло           | 11    | 1    |
| 11                                                                           | 77 | Вальттері Боттас | Альфа Ромео - Феррарі    | 77   | +1 коло           | 15    |      |
| 12                                                                           | 21 | Нік де Вріс      | Альфа Таурі - Хонда RBPT | 77   | +1 коло           | 12    |      |
| 13                                                                           | 24 | Чжоу Гуаньюй     | Альфа Ромео - Феррарі    | 77   | +1 коло           | 19    |      |
| 14                                                                           | 23 | Александр Албон  | Вільямс - Мерседес       | 77   | +1 коло           | 13    |      |
| 15                                                                           | 22 | Юкі Цунода       | Альфа Таурі - Хонда RBPT | 76   | +2 кола           | 9     |      |
| 16                                                                           | 11 | Серхіо Перес     | Ред Булл - Хонда RBPT    | 76   | +2 кола           | 20    |      |
| 17                                                                           | 27 | Ніко Гюлькенберг | Хаас - Феррарі           | 76   | +2 кола3          | 18    |      |
| 18                                                                           | 2  | Логан Сарджент   | Вільямс - Мерседес       | 76   | +2 кола4          | 16    |      |
| 195                                                                          | 20 | Кевін Магнуссен  | Хаас - Феррарі           | 70   | Пошкодження       | 17    |      |
| Схід                                                                         | 18 | Ленс Стролл      | Астон Мартін - Мерседес  | 53   | Пошкодження       | 14    |      |
| Найшвидше коло: Льюїс Гамільтон (Мерседес) - 1:15.650, поставлене на 33 колі |    |                  |                          |      |                   |       |      |
| Джерело:                                                                     |    |                  |                          |      |                   |       |      |

Примітки
- ↑  – Бал за шкидке коло.[23]
- ↑  – Джордж Рассел отримав п'ятисекундний штраф за небезпечний виїзд на трасу. Його остаточна позиція не зімнилася.[22]
- ↑  – Ніко Гюлькенберг фінішував 16-м, але отримав десятисекундний штраф за неправильне виконання попереднього п'ятисекундного штрафу за перевищення швидкості в піт-лейні.[22]
- ↑  – Логан Сарджент отримав п'ятисекундний штраф за перевищення швидкості в піт-лейн. Його остаточна позиція не змінилася.[22]
- ↑  – Кевін Магнуссен був класифікований, бо проїхав  понад 90% дистанції гонки.[22]

## Положення у чемпіонаті після гонки
| Місце   | Пілот           | Очки |
| ------- | --------------- | ---- |
| 1       | Макс Ферстаппен | 144  |
| 2       | Серхіо Перес    | 105  |
| 3       | Фернандо Алонсо | 93   |
| 4       | Льюїс Гамільтон | 69   |
| 5       | Джордж Рассел   | 50   |
| Джерело |                 |      |

| Місце   | Конструктор             | Очки |
| ------- | ----------------------- | ---- |
| 1       | Ред Булл - RBPT         | 249  |
| 2       | Астон Мартін - Мерседес | 120  |
| 3       | Мерседес                | 119  |
| 4       | Феррарі                 | 90   |
| 5       | Alpine-Renault          | 35   |
| Джерело |                         |      |